# Плутос (п'єса)
«Плутос» (грец. Πλούτος — Багатство) — п'єса давньогрецького поета і драматурга Арістофана, написана 380 до н. е.
Хреміл, людина бідна, але чесна, впадає у відчай від того, що дурні люди багатіють, у той час як добрі впали в убогість. Оракул Аполлона вказує йому, як знайти Плутоса, осліплого бога багатства, і повернути йому зір. Зціливши, Плутос знаходить здатність розподіляти багатство відповідно до гідностей кожного, усупереч протестам богині бідності Пенії.
Бурлеск, відсутність хору і парабаси (звернення до публіки) дозволяє вважати «Багатство» зразком середньої комедії.